# Shigeo Gochō
Shigeo Gochō (牛腸茂雄 Gochō Shigeo, 1946–1983) là một nhiếp ảnh gia nổi tiếng của Nhật Bản.